# 藤原景高
藤原 景高（ふじわらの かげたか、生年不詳 - 寿永2年5月11日（1183年6月2日））は、平安時代後期の武士。父は藤原景家。左衛門少尉。

## 経歴
以仁王挙兵の鎮圧に功があり、従五位下を授かった。『吾妻鏡』によると、以仁王を直接討ち取ったとされる。寿永2年（1183年）、礪波山において戦死した（倶利伽羅峠の戦い）。